# Даріан Круз
Даріан Той Круз (англ. Darian Toi Cruz; нар. 7 лютого 1995) — пуерториканський та американський борець вільного стилю, дворазовий срібний та бронзовий призер Панамериканських чемпіонатів, бронзовий призер Панамериканських ігор.

## Життєпис
Виступає за борцівський клуб «Ліхай Веллі». Тренер: Пет Санторо.

## Спортивні результати на міжнародних змаганнях

### Виступи на Олімпіадах
| Змагання                    | Збірна      | Вагова категорія          | Місце |
| --------------------------- | ----------- | ------------------------- | ----- |
| Літні Олімпійські ігри 2024 | Пуерто-Рико | вільна боротьба, до 57 кг | 5     |

### Виступи на Чемпіонатах світу
| Змагання                        | Збірна      | Вагова категорія          | Місце |
| ------------------------------- | ----------- | ------------------------- | ----- |
| Чемпіонат світу з боротьби 2022 | Пуерто-Рико | вільна боротьба, до 57 кг | 9     |
| Чемпіонат світу з боротьби 2023 | Пуерто-Рико | вільна боротьба, до 57 кг | 17    |

### Виступи на Панамериканських чемпіонатах
| Змагання                                   | Збірна      | Вагова категорія          | Місце  |
| ------------------------------------------ | ----------- | ------------------------- | ------ |
| Панамериканський чемпіонат з боротьби 2020 | США         | вільна боротьба, до 57 кг | Бронза |
| Панамериканський чемпіонат з боротьби 2022 | Пуерто-Рико | вільна боротьба, до 57 кг | Срібло |
| Панамериканський чемпіонат з боротьби 2023 | Пуерто-Рико | вільна боротьба, до 57 кг | Срібло |

### Виступи на Панамериканських іграх
| Змагання                  | Збірна      | Вагова категорія          | Місце  |
| ------------------------- | ----------- | ------------------------- | ------ |
| Панамериканські ігри 2023 | Пуерто-Рико | вільна боротьба, до 57 кг | Бронза |

### Виступи на інших змаганнях
| Змагання                                    | Збірна      | Вагова категорія          | Місце  |
| ------------------------------------------- | ----------- | ------------------------- | ------ |
| Кубок Канади з боротьби 2018                | США         | вільна боротьба, до 57 кг | Золото |
| Відкритий чемпіонат Польщі з боротьби 2018  | США         | вільна боротьба, до 57 кг | 7      |
| Міжнародний меморіал Дейва Шульца 2019      | США         | вільна боротьба, до 57 кг | Бронза |
| Турнір Олександра Медведя 2019              | США         | вільна боротьба, до 57 кг | 10     |
| Інтерконтинентальний кубок з боротьби 2019  | Пуерто-Рико | вільна боротьба, до 57 кг | 5      |
| Гран-прі Іспанії з боротьби 2022            | Пуерто-Рико | вільна боротьба, до 57 кг | Срібло |
| Відкритий чемпіонат Загреба з боротьби 2023 | Пуерто-Рико | вільна боротьба, до 57 кг | 8      |